# Фойе
Фойе́ (от фр. foyer — «общий вход», также холл от англ. hall  — «зал») — главное помещение в общественном здании (в театре, кинотеатре, гостинице и так далее), предназначенное для пребывания посетителей во время ожидания (сеанса, спектакля, обслуживания и так далее). 
Фойе может использоваться для отдыха публики во время антракта и как место проведения мероприятий, особенно перед выступлением и во время перерывов. Может использоваться как место торжеств вообще или торжеств после выступления. Опера Гарнье содержит танцевальное фойе.
Обычно фойе — большой, специально спроектированный светлый зал, который располагается у входа в здание, но иногда это коридор, окружающий главный зал. Его меблируют и делают достаточно просторным, чтобы зрители могли прогуляться, собраться вместе и отдохнуть. Фойе обычно украшают произведения искусства, устраивают в нём постоянные или временные выставки, связанные с деятельностью заведения. Также фойе может иметь комнаты отдыха или буфет. Кроме того, фойе может быть главным местом некоторых событий, таких как вернисаж, встречи с художниками, актёрами и т. д.
Архитекторы многих офисных зданий, гостиниц и небоскрёбов идут на многое, чтобы украсить свои фойе и создать неизгладимое впечатление, передать неповторимый образ.
Фойе жилого дома обычно представляет собой небольшую входную комнату или комнату у входной двери. От фойе обычно делают вход в другие общие комнаты, такие как гостиная, столовая, туалет. Как правило, из фойе делают прямой доступ к главной лестнице. Первоначально фойе было задумано как тамбур, отделяющий отапливаемые комнаты от передней и обычно использовалось для хранения верхней одежды.